# Renault 35CV
Renault 35CV est l’appellation commerciale d'une automobile de la marque Renault produite de 1906 à 1912.
Durant sa carrière, la voiture a connu des évolutions, correspondant à quatre types différents :
- Renault Type AI (1906–1910), nommée 35/45CV :

Moteur 4 cylindres, 7430 cm3 développant 35 cv. Il est couplé à une boîte de vitesses à 4 rapports. Transmission par arbre et pont Renault. 
La Renault AI est proposée en plusieurs longueurs de châssis :
- AI : normale, longueur 4,40 m, empattement 3,28 m, Poids 1800 / 2000 kg. Vitesse 80 km/h.
- AIB longue : 4,55 m, empattement 3,35 m,
- AIB extra longue : 4,80 m, empattement 3,59 m
- AIC et AID sport : 4,40 m, empattement 3,28 m, Poids 1750 kg, Vitesse 95 km/h.
- Renault Type AO (1907)
- Renault Type CF (1911–1912)

Moteur 4 cylindres 8.490 cm3
Alésage, course : 130 x 160 mm
Puissance nominale : 35 CV
Longueur 5,00 m
Largeur : 1,80 m
Empattement 3,75 m
Poids 2.200 kg
- Renault Type CI (1911–1912)
- Renault Type DQ (1913), nommée 45CV
- Renault Type ET (1914-1917), nommée 40CV